# Farlig mark
Farlig mark är en amerikansk film från 1951 i regi av Nicholas Ray. Ray blev dock sjuk under produktionen och under denna tid regisserade den kvinnliga huvudrollsinnehavaren Ida Lupino flera av dess scener. Manuset skrevs av A. I. Bezzerides och baseras på boken Mad with Much Heart av Gerald Butler.

## Handling
Polismannen Jim Wilson är trött på brottslingar vilket gjort hans metoder mycket brutala. Hans chef bestämmer sig för att skicka iväg honom på ett mordfall norrut i en småstad långt ifrån stan. Där möter han mordoffrets far, en om möjligt ännu mer bitter och hämndlysten man än honom själv. Men han möter även Mary Malden, en blind kvinna. Bekantskapen med henne får Jim att börja omvärdera sitt liv.

## Rollista
- Ida Lupino – Mary Malden
- Robert Ryan – Jim Wilson
- Ward Bond – Walter Brent
- Charles Kemper – Pop Daly
- Anthony Ross – Pete Santos
- Ed Begley – Brawley
- Ian Wolfe – sheriff Carrey
- Sumner Williams – Danny Malden
- Gus Schilling – Lucky
- Frank Ferguson – Willows
- Cleo Moore – Myrna Bowers